# José Luis Sierra
José Luis Sierra (Santiago de Chile, 5 december 1968) is een voormalig profvoetballer uit Chili, die speelde als aanvallende middenvelder. Zijn bijnaam luidde Coto Sierra. Hij werd in 2005 uitgeroepen tot Chileens voetballer van het jaar, en stapte na zijn actieve loopbaan het trainersvak in.

## Clubcarrière
Sierra speelde clubvoetbal in Chili, Spanje, Brazilië en Mexico. Hij beëindigde zijn loopbaan in 2008.

## Interlandcarrière
Sierra speelde 54 officiële interlands voor Chili in de periode 1991-2000, en scoorde acht keer voor de nationale ploeg. Hij maakte zijn debuut in de vriendschappelijke uitwedstrijd tegen Mexico (1-0) op 9 april 1991 in Veracruz, net als doelman Patricio Toledo, middenvelders Luis Musrri en Marcelo Vega, en verdediger Luis Abarca. Sierra nam met Chili deel aan drie edities van de Copa América (1993, 1995 en 1999), en aan het WK voetbal 1998 in Frankrijk, waar de ploeg in de achtste finales werd uitgeschakeld door Brazilië.
| Interlanddoelpunten | Interlanddoelpunten | Interlanddoelpunten | Interlanddoelpunten | Interlanddoelpunten | Interlanddoelpunten | Interlanddoelpunten | Interlanddoelpunten |
| #                   | Datum               | Locatie             | Wedstrijd           | Goal(s)             | Score               | Uitslag             | Wedstrijd           |
| ------------------- | ------------------- | ------------------- | ------------------- | ------------------- | ------------------- | ------------------- | ------------------- |
| 1                   | 31/03/1993          | Arica               | Chili – Bolivia     | 70'                 | 2 – 1               | 2 – 1               | Oefeninterland      |
| 2                   | 13/06/1993          | La Paz              | Bolivia – Chili     | 16'                 | 0 – 1               | 1 – 3               | Oefeninterland      |
| 3                   | 21/06/1993          | Cuenca              | Chili – Brazilië    | 16'                 | 1 – 0               | 3 – 2               | Copa América        |
| 4                   | 31/05/1998          | Montélimar          | Chili – Tunesië     | 85'                 | 2 – 2               | 3 – 2               | Oefeninterland      |
| 5                   | 23/06/1998          | Nantes              | Chili – Kameroen    | 20'                 | 1 – 0               | 1 – 1               | WK-eindronde        |
| 6                   | 03/07/1999          | Ciudad del Este     | Chili – Venezuela   | 21'                 | 2 – 0               | 3 – 0               | Copa América        |
| 7                   | 12/02/2000          | Valparaíso          | Chili – Bulgarije   | 43'                 | 2 – 1               | 3 – 2               | Copa Valparaíso     |
| 8                   | 23/03/2000          | Santiago            | Chili – Honduras    | 34'                 | 2 – 1               | 5 – 2               | Oefeninterland      |

## Erelijst
Colo-Colo
- Primera División de Chile

1996, 1997, 1998
- Copa Chile

1996
 Unión Española
- Primera División de Chile

2005 (A)
- Copa Chile

1989, 1992, 1993
- Chileens voetballer van het jaar

2005